# والتر بايرون (لاعب هوكي جليد)
والتر بايرون هو لاعب هوكي جليد كندي، ولد في 2 سبتمبر 1894 في وينيبيغ في كندا، وتوفي بنفس المكان في 22 ديسمبر 1971.

## وصلات خارجية
- والتر بايرون على موقع EliteProspects.com (الإنجليزية)
- والتر بايرون على موقع Eurohockey.com (الإنجليزية)
- والتر بايرون على موقع أوليمبيديا (الإنجليزية)